# بوه شيستي
بوه شيستي (بالإنجليزية: Pooh Shiesty) هو مغني ورابر أمريكي ولد في 8 نوفمبر 1999 بمدينة ممفيس،تينيسي.

## روابط خارجية
بوه شيستي على موقع ميوزك برينز (الإنجليزية)
- بوه شيستي على موقع أول ميوزيك (الإنجليزية)
- بوه شيستي على موقع ديسكوغز (الإنجليزية)